# 4133 Heureka
4133 Heureka (1942 DB) là một tiểu hành tinh vành đai chính do Liisi Oterma phát hiện tại Turku ngày 17.2.1942.